# MTV Movie Awards 2013
Die Verleihung der MTV Movie Awards 2013 fand am 14. April 2013 im Gibson Amphitheatre in Universal City statt. Moderator der Show war Rebel Wilson.

## Präsentatoren
- Melissa McCarthy
- Adam Sandler und Chris Rock
- Chris Pine, Zachary Quinto und Zoë Saldaña
- Eddie Redmayne, Logan Lerman und Jonah Hill
- Steve Carell und Adam Sandler
- Snoop Dogg und Ke$ha
- Peter Dinklage
- Jordana Brewster, Vin Diesel, Michelle Rodríguez und Paul Walker
- Zac Efron, Danny McBride und Seth Rogen
- Quvenzhané Wallis und Chloë Grace Moretz
- Kim Kardashian
- Kerry Washington
- Liam Hemsworth
- Ashley Rickards und Tyler Posey
- Brad Pitt

## Auftritte
Folgende Künstler traten während der Veranstaltung auf:
- Selena Gomez – Come & Get It[2]
- Macklemore und Ryan Lewis – Can’t Hold Us
- Cast von Pitch Perfect – Medley von The Climb, Lose Yourself und Girl on Fire

## Preisträger und Nominierte

### Bester Film
Marvel’s The Avengers (The Avengers)
- Django Unchained
- Silver Linings (Silver Linings Playbook)
- Ted
- The Dark Knight Rises

### Bester Schauspieler
Bradley Cooper – Silver Linings (Silver Linings Playbook)
- Ben Affleck – Argo
- Daniel Day-Lewis – Lincoln
- Jamie Foxx – Django Unchained
- Channing Tatum – Magic Mike

### Beste Schauspielerin
Jennifer Lawrence – Silver Linings (Silver Linings Playbook)
- Anne Hathaway – Les Misérables
- Mila Kunis – Ted
- Emma Watson – Vielleicht lieber morgen (The Perks of Being a Wallflower)
- Rebel Wilson – Pitch Perfect

### Bester Newcomer
Rebel Wilson – Pitch Perfect
- Ezra Miller – Vielleicht lieber morgen (The Perks of Being a Wallflower)
- Eddie Redmayne – Les Misérables
- Suraj Sharma – Life of Pi: Schiffbruch mit Tiger (Life of Pi)
- Quvenzhané Wallis – Beasts of the Southern Wild

### Bester Bösewicht
Tom Hiddleston – Marvel’s The Avengers (The Avengers)
- Javier Bardem – James Bond 007: Skyfall (Skyfall)
- Marion Cotillard – The Dark Knight Rises
- Leonardo DiCaprio – Django Unchained
- Tom Hardy – The Dark Knight Rises

### Bester Angsthase
Suraj Sharma – Life of Pi: Schiffbruch mit Tiger (Life of Pi)
- Jessica Chastain – Zero Dark Thirty
- Alexandra Daddario – Texas Chainsaw 3D
- Martin Freeman – Der Hobbit: Eine unerwartete Reise (The Hobbit: An Unexpected Journey)
- Jennifer Lawrence – House at the End of the Street

### Bester Oben-Ohne-Auftritt
Taylor Lautner – Breaking Dawn – Biss zum Ende der Nacht, Teil 2 (The Twilight Saga: Breaking Dawn – Part 2)
- Christian Bale – The Dark Knight Rises
- Daniel Craig – James Bond 007: Skyfall (Skyfall)
- Seth MacFarlane – Ted
- Channing Tatum – Magic Mike

### Größter Sommer-„Badass Star“
Chloë Grace Moretz – Kick-Ass 2
- Lily Collins – Chroniken der Unterwelt – City of Bones (The Mortal Instruments: City of Bones)
- Logan Lerman – Percy Jackson – Im Bann des Zyklopen (Percy Jackson: Sea of Monsters)
- Jaden Smith – After Earth

### Bester Filmkuss
Bradley Cooper und Jennifer Lawrence – Silver Linings (Silver Linings Playbook)
- Jamie Foxx und Kerry Washington – Django Unchained
- Jared Gilman und Kara Hayward – Moonrise Kingdom
- Mila Kunis und Mark Wahlberg – Ted
- Logan Lerman und Emma Watson – Vielleicht lieber morgen (The Perks of Being a Wallflower)

### Beste Kampfszene
Robert Downey Jr., Chris Evans, Chris Hemsworth, Scarlett Johansson, Jeremy Renner und Mark Ruffalo vs. Tom Hiddleston – Marvel’s The Avengers (The Avengers)
- Christian Bale vs. Tom Hardy – The Dark Knight Rises
- Daniel Craig vs. Ola Rapace – James Bond 007: Skyfall (Skyfall)
- Jamie Foxx vs. Spießgesellen – Django Unchained
- Seth MacFarlane vs. Mark Wahlberg – Ted

### Bestes Filmpaar
Seth MacFarlane und Mark Wahlberg – Ted
- Bradley Cooper und Jennifer Lawrence – Silver Linings (Silver Linings Playbook)
- Leonardo DiCaprio und Samuel L. Jackson – Django Unchained
- Robert Downey Jr. und Mark Ruffalo – Marvel’s The Avengers (The Avengers)
- Will Ferrell und Zach Galifianakis – Die Qual der Wahl (The Campaign)

### Bester Musikmoment
Anna Camp, Ester Dean, Anna Kendrick, Alexis Knapp, Hana Mae Lee, Brittany Snow und Rebel Wilson – Pitch Perfect
- Matthew Bomer, Joe Manganiello, Kevin Nash, Adam Rodríguez und Channing Tatum – Magic Mike
- Bradley Cooper und Jennifer Lawrence – Silver Linings (Silver Linings Playbook)
- Anne Hathaway – Les Misérables
- Logan Lerman, Ezra Miller und Emma Watson – Vielleicht lieber morgen (The Perks of Being a Wallflower)

### Bester WTF-Moment
Jamie Foxx und Samuel L. Jackson – Django Unchained
- Anna Camp – Pitch Perfect
- Javier Bardem – James Bond 007: Skyfall (Skyfall)
- Seth MacFarlane – Ted
- Denzel Washington – Flight

### Bester Lateinamerikanischer Schauspieler
Javier Bardem – James Bond 007: Skyfall (Skyfall)
- Benicio del Toro – Savages
- Salma Hayek – Savages
- John Ortiz – Silver Linings (Silver Linings Playbook)
- Michael Peña – End of Watch

### Bester Filmheld
Martin Freeman – Der Hobbit: Eine unerwartete Reise (The Hobbit: An Unexpected Journey)
- Christian Bale – The Dark Knight Rises
- Robert Downey Jr. – Marvel’s The Avengers (The Avengers)
- Anne Hathaway – The Dark Knight Rises
- Mark Ruffalo – Marvel’s The Avengers (The Avengers)
- Kristen Stewart – Snow White and the Huntsman

### Comedic Genius Award
Will Ferrell

### MTV Trailblazer Award
Emma Watson